# Steve Genter
Robert Steven Genter (né le 4 janvier 1951) est un nageur américain. Lors des Jeux olympiques d'été de 1972 disputés à Munich, il remporte la médaille d'or au relais 4 x 200 m nage libre, battant au passage le record du monde et deux médailles d'argent au 200 m nage libre, derrière Mark Spitz et au 400 m nage libre. 

## Palmarès

### Jeux olympiques
- médaille d'or au relais 4 x 200 m nage libre aux Jeux olympiques de Munich en 1972
- médaille d'argent au 200 m nage libre aux Jeux olympiques de Munich en 1972
- médaille d'argent au 400 m nage libre aux Jeux olympiques de Munich en 1972

### Autres
- médaille d'or au relais 4 x 200 m nage libre aux Jeux panaméricains de 1971
- médaille d'or au relais 4 x 100 m nage libre aux Jeux panaméricains de 1971
- médaille d'argent au 400 m nage libre aux Jeux panaméricains de 1971